# Wiktor Nikolajewitsch Sokolow

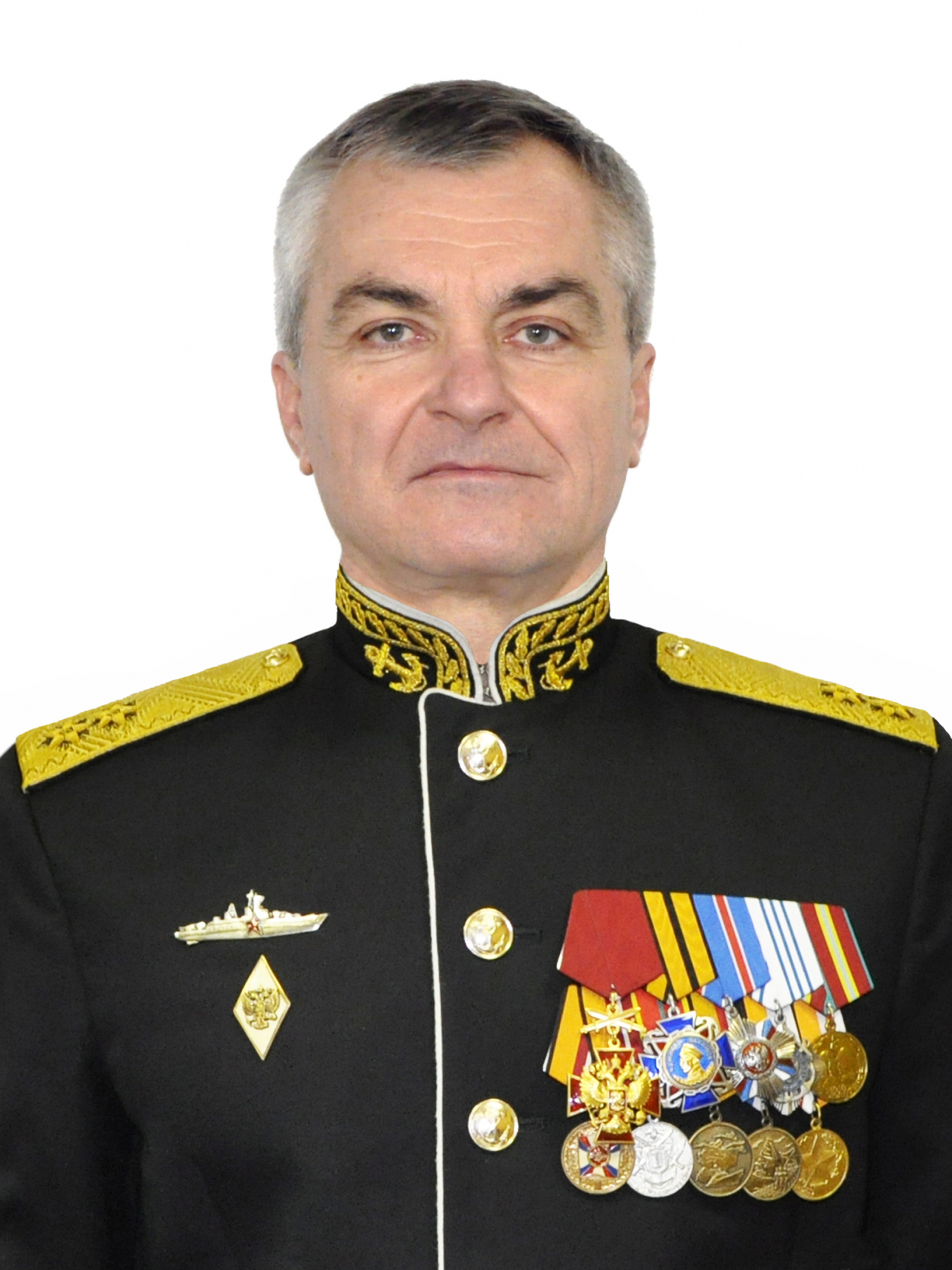
Wiktor Sokolow als Vizeadmiral

Wiktor Nikolajewitsch Sokolow (russisch Виктор Николаевич Соколов; * 4. April 1962 in Bender, Moldauische SSR) ist ein russischer Admiral. Von August 2022 bis Februar 2024 war er Befehlshaber der Schwarzmeerflotte.
Er wird vom Internationalen Strafgerichtshof wegen möglicher Kriegsverbrechen gesucht.

## Leben
Sokolow studierte von 1980 bis 1985 an der Frunse Seekriegshochschule in Leningrad. Nach erfolgreichem Abschluss wurde er der Primorsker Flottille gemischter Kräfte der Pazifikflotte zugeteilt und diente bis August 1987 auf dem Patrouillenboot SKR-61 als Gefechtsabschnittskommandeur für Minen/Torpedobewaffnung (GA-3). Anschließend wurde er bis Oktober 1989 als Kommandeur für die Gefechtsabschnitte 2 und 3 auf dem Minenabwehrfahrzeug Jakor der Primorsker Flottille sowie bis Dezember 1990 als Kommandant des Minenabwehrfahrzeugs BT-51 eingesetzt. Nach einer Verwendung als Erster Offizier auf dem Minenabwehrfahrzeug Jakor dient er von September 1992 bis September 1993 als Kommandant des Minenabwehrfahrzeugs Zarjad. Im darauf folgenden Jahr war er Stabschef der 187. Minenabwehrfahrzeugabteilung und von 1994 bis 1995 Kommandeur der 81. Minenabwehrfahrzeugabteilung der 47. Küstenschutzschiffsbrigade der Primorsker Flottille. Nach Absolvieren der Seekriegsakademie N. G. Kusnezow 1998 diente er bis Juni 2000 als Abteilungschef im operativen Führungsstab der Pazifikflotte und fand anschließend als Kommandeur der 165. Schiffsbrigade der Primorsker Flottille in Wladiwostok Verwendung. Nach dem Besuch der Militärakademie des Generalstabes von September 2004 bis Juli 2006 arbeitete Sokolow bis August 2010 als Stellvertreter des Kommandeurs der Primorsker Flottille. Von August 2010 bis September 2012 kommandierte Sokolow die Primorsker Flottille in Fokino und wurde unmittelbar darauf bis August 2013 Kommandeur der Kola-Flottille gemischter Kräfte der Nordflotte in Poljarny. Von August 2013 bis 2020 war er Stellvertreter des Kommandeurs der Nordflotte in Seweromorsk.
Im Zuge des russischen Militäreinsatzes in Syrien leitete Sokolow von Dezember 2016 bis Januar 2017 einen Marineverband der Nordflotte unter Führung des Flugzeugträgers Admiral Kusnezow.
Vom 17. Januar 2020 bis August 2022 war Sokolow Leiter der Seekriegsakademie N. G. Kusnezow. Am 10. August 2022, dem 168. Tag des russischen Überfalls auf die Ukraine, wurde er zum neuen Befehlshaber der Schwarzmeerflotte ernannt.
Sokolow wurde 2011 Konteradmiral und 2014 Vizeadmiral. Er wurde am 6. Juni 2023, 15 Monate nach dem Beginn des russischen Überfalls auf die Ukraine, zum Admiral befördert. 
Er ist verheiratet und hat drei Söhne.
Unbestätigten ukrainischen Angaben zufolge soll Sokolow am 22. September 2023 bei einem Raketenangriff auf das Hauptquartier der Schwarzmeerflotte in Sewastopol getötet worden sein. Das russische Verteidigungsministerium veröffentlichte eine Videoaufnahme, die Sokolow lebend zeigen soll. Sein Posten als Befehlshaber der Schwarzmeerflotte wurde im Februar 2024 von Sergei Pintschuk übernommen. Ukrainische Streitkräfte hatten am 1. Februar 2024 die Flugkörper-Korvette Iwanowez versenkt.
Am 5. März 2024 erließ der Internationale Strafgerichtshof Haftbefehl gegen Sokolow wegen Kriegsverbrechen in der Ukraine.